# Farkas Mihály (mezőgazdász)
Farkas Mihály (Pest, Terézváros, 1833. április 7. – Nagytétény, 1900. június 28.) jogász, gazdasági író, kertészeti szakíró, növénytermesztő.

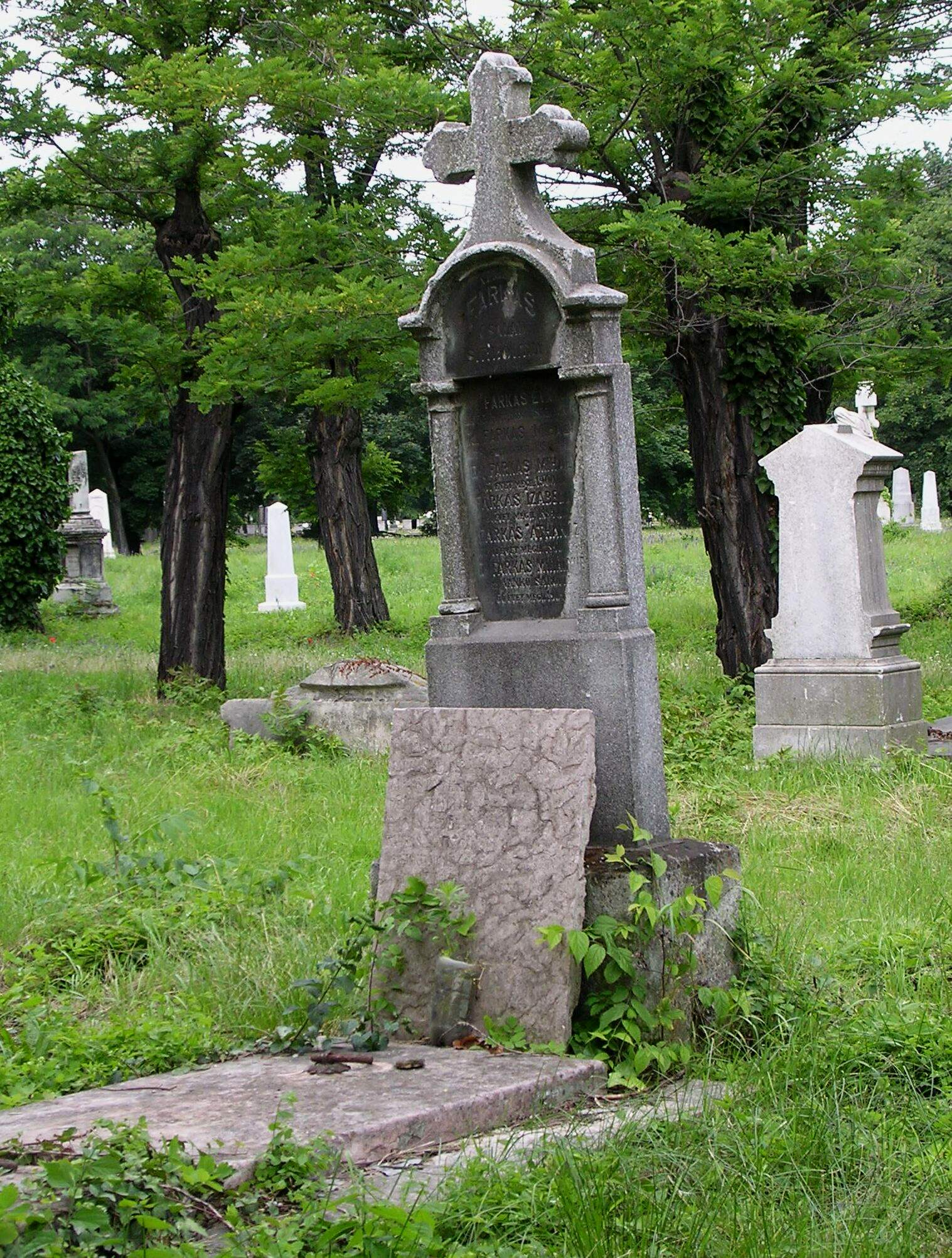
Sírja a Fiumei úti sírkertben (9/2-1-11/12)

## Élete
Farkas Mihály asztalosmester és Szautner Éva fiaként született. Nemesi származású földbirtokos, budapesti polgár és fővárosi képviselő volt. A párizsi kiállításról hozta be Magyarországra 1867-ben a Cantaloup-dinnyét, majd meg is honosította. Számos dinnyefajta előállítása fűződik a nevéhez. Kertészete Kőbányán állt, ehelyütt végezte kísérleteit, melyek a bogyósgyümölcsűek termesztésére irányultak, majd hazánkban elsőként jött rá a bogyósok gyors jövedelmezőségére a gyümölcstermesztésben. Méhészete is nagy hírnévre tett szert, az első országos jelentőségű méhészgyűlést az ő vezetésével tartották meg kőbányai kertjében 1861. szeptember 16-án. 1871-től a Magyar Gazdasági Egyesület rendes tagja, 1873-tól a XII. Méhészeti szakosztály alelnöke volt. Az 1885. évi nemzetközi zöldség- és gyümölcskiállításon hasznos „növények honosításáért” Kiállítási nagyérmet kapott.
Elhunyt 1900. június 28-án délután 3 órakor, életének 68., házassága 45. évében. Örök nyugalomra helyezték június 30-án délután a Fiumei úti sírkertben a római katolikus egyház szertartása szerint. Neje Wanko Sarolta volt.

## Munkái
- Magyar méhészkönyv, vagyis útmutatás a sikeres méhtenyésztésre, tekintettel a különböző tenyésztési módokra. Pest, 1861.[7] (2. kiadás Pest, 1870. Ezen címmel is: Falusi Könyvtár I. 3. k. 1876. 4. k. 1885. Bpest.)
- Takarmánynövények ismertetése, és tenyésztése, rétmivelési és takarmányozási naptárral és számos fametszetvénynyel fölvilágosítva. Pest, 1864.[8] (Ezen címmel is: Falusi Könyvtár III. 2. kiadás. Bpest, 1873.)
- Kertészet kézikönyve (Pest, 1865. Galgóczy Károly munkájának 2. kiadása, melyet F. M. átnézett és jegyzetekkel bővített, úgy szintén a 3. kiadást Bpest, 1874.),[9] a 4. kiadás 1880-ban.[10]
- Apró majorság, vagyis a baromfitenyésztés foglalatja. Pest, 1870. (Ezen címmel is: Falusi Könyvtár VII. 2. kiadás. Bpest, 1882.)
- A bogyár-gyümölcs tenyésztése, mint egyik hasznos s leggyorsabban jövedelmező ága a kertgazdászatnak különös tekintettel a szőlőlugas-mivelésre, Pest, 1872.[11] (Ezen cz. is: Falusi Könyvtár VIII.)
- A dinnyetenyésztés foglalatja és a legjelesebb honi és külföldi csemegefajok ismertetése. Pest, 1873. (Ezen cz. is: Falusi Könyvtár IX. 2. kiadás. Bpest, 1883.)[12]
- Magyar kertészkönyv. A belterjes (intensiv) kertészgazdászat foglalatja. Bpest, 1876.[13]
- Az év tizenkét hónapja Mezei és kertgazdászati teendők havi emlékeztetője. Kiváló tekintettel hazánk éghajlati viszonyaira, Budapest, 1892, Franklin Társulat[14]

Kezdetben méhészeti rovatvezetője, majd szerkesztője volt a Falusi Gazda című szaklapnak 1865. április 5-től 1868. december 28-ig, mikor a lap megszűnt; szerkesztette a Politikai Ujdonságok mellékletét a Magyar Gazdát 1873–1874-ben; a Falusi Gazda Naptárát 1865–74-re és a Kertészgazda Naptárát 1879-re és 1880-ra Budapesten.
Több száz cikket írt a gazdasági lapokba, nevezetesen a Családi Lapokba (1857), a Magyar Néplapba (1857), a Kerti Gazdaságba (1858–60), a Falusi Gazdába (1861–68), a Kertész Gazdába (1869–72), a Gyakorlati Mezőgazdába (1872), a Gazdasági Lapokba (1872), a Magyar Gazdába (1873–74), a Földmivelési Érdekeink-be (1874–1875), és a Falusi Gazda Naptárába (1865–74).